# Nidelven (Trøndelag)
|  | Nidelven er også navnet på elv i Agder fylke |
63°25′37″N 010°23′35″Ø / 63.42694°N 10.39306°Ø
Nidelven eller Nidelva er en 30 km lang elv i Trøndelag fylke i Norge. Nidelva har sit udspring i Selbusjøen. Ved Hyttfossen ligger dæmningen  som regulerer Selbusjøen. Nedenfor Hyttfossen ligger Løkaunet kraftværk, og elven løber videre forbi Svean kraftværk. Længere mod nord i Klæbu ligger Fjæremsfossen dæmning og kraftværk. Derfra løber den nordover forbi Tiller til Leirfossene hvor der er to vandkraftværker. Videre har den et svingende (meandrerende) løb forbi Stavne og gennem Trondheim centrum. Den når Trondheimsfjorden ved Brattøra (nær Trondheim centralstation). 
Nidelva er på sit dybeste i Trongfossen ved Hyttfossen i Klæbu med 56 m og er med dette Norges dybeste elv.
Nidelva er nederste del af Nea-Nidelvvassdraget.

## Fiskeri
Næringsproduktionen for fisk er stor og dette giver store fisk af god kvalitet. I den øverste del af Nidelva er det ørredfiskeri som dominerer, og mellem Nedre- og Øvre Leirfoss er det foreløbig frit fiskeri. De nederste 8 kilometrene af Nidelva er lakseførende. Den lakseførende strækning går gennem Trondheim centrum op til Nedre Leirfoss. Nidelva har en stor laksestamme, og næsten hvert år bliver der fanget laks på over 20 kg. Rekordlaksen er fra 1954 og var på 31,8 kg. Fangsterne er også gode, - årligt fanges der mellem 3 og 10 ton laks.

## Eksterne kilder og henvisninger
1. ↑  "Trondheim og omegn fiskeadministrasjon, Nidelva-innlandsfiskedelen". Arkiveret fra originalen 24. maj 2009. Hentet 28. oktober 2012.
2. ↑  "Trondheim og omegn fiskeadministrasjon, Nidelva-laksefiske". Arkiveret fra originalen 16. juni 2012. Hentet 28. oktober 2012.

- Wikimedia Commons har flere filer relateret til Nidelven (Trøndelag)
- Trondheim og omland fiskeadministrasjon (TOFA) Arkiveret 5. januar 2010 hos  Wayback Machine